# Giuseppe Gola
Giuseppe Gola, född 26 februari 1877, död 25 juli 1956, var en italiensk botaniker. Auktorsnamnet Gola kan användas för Giuseppe Gola i samband med ett vetenskapligt namn inom botaniken; se Wikipediaartiklar som länkar till auktorsnamnet.
Giuseppe Gola blev docent i Turin 1906, professor i Cagliari 1920 och professor i Padua 1921. Han offentliggjorde ett stort antal arbeten i växtfysiologi och växtsystematik. Vidare utgav Gola Trattato di botanica (1936, tillsammans med Giovanni Negri och Carlo Capelletti), samt en historik över världens troligen äldsta botaniska trädgård, den i Padua.